# Rouillon
Rouillon település Franciaországban, Sarthe megyében. Lakosainak száma 2352 fő (2022. január 1.). Rouillon Trangé, Allonnes, Le Mans és Pruillé-le-Chétif községekkel határos.

## Népesség
A település népessége az elmúlt években az alábbi módon változott:
| Lakosok száma | 2295 | 2304 | 2583 | 2259 | 2281 | 2316 | 2297 | 2322 | 2352 |
|               | 2013 | 2015 | 2016 | 2017 | 2018 | 2019 | 2020 | 2021 | 2022 |